# Cabinet Vieusseux
Het Kabinet  Vieusseux of in het Italiaans Gabinetto scientifico-letterario G. P. Vieusseux is een bibliotheek in de Italiaanse stad Firenze. De bibliotheek werd in 1819 opgericht door Giovan Pietro Vieusseux (Oneglia, 1779 - Firenze, 1863), een koopman uit Genève.
Het Kabinet Vieusseux werd in de negentiende eeuw de ontmoetingsplaats tussen de Italiaanse en de Europese cultuur. Het Kabinet is nu in het Palazzo Strozzi gehuisvest en de publicatie van zijn tijdschrift Nuova Antologia wordt nu door de Fondazione Spadolini uitgegeven.
Het werd vanaf 1929 door de beroemde dichter Eugenio Montale bestuurd.